# Polikarpov VIT-1
Polikarpov VIT-1 (tiếng Nga: Vozdooshny Istrebitel' Tahnkov—Pháo diệt tăng bay) là một loại máy bay đa dụng hai động cơ của Liên Xô, được phát triển trước Chiến tranh thế giới II. Chỉ có 1 mẫu thử được chế tạo năm 1937, nó được trang bị vũ khí hạng nặng cho nhiệm vụ cường kích.

## Tính năng kỹ chiến thuật
Dữ liệu lấy từ Gordon, Soviet Airpower in World War 2
Đặc tính tổng quan
- Kíp lái: 3
- Chiều dài: 12,7 m (41 ft 8 in)
- Sải cánh: 16,5 m (54 ft 2 in)
- Diện tích cánh: 40,4 m2 (435 foot vuông)
- Kết cấu dạng cánh: Clark YH
- Trọng lượng rỗng: 4.013 kg (8.847 lb)
- Trọng lượng có tải: 6.453 kg (14.226 lb)
- Động cơ: 2 × Klimov M-103 , 716 kW (960 hp) mỗi chiếc
- Cánh quạt: 3-lá

Hiệu suất bay
- Vận tốc cực đại: 530 km/h (329 mph; 286 kn) trên độ cao 3.000 mét (9.843 ft)
- Tầm bay: 1.000 km (621 mi; 540 nmi)
- Trần bay: 8.000 m (26.247 ft)

Vũ khí trang bị

- Súng:
- 2 x pháo Sh-37 37 mm
- 1x pháo ShVAK 20 mm
- 1x súng máy ShKAS 7,62 mm
- Bom: tổng cộng lên tới 1.000 kg (2.200 lb)